# Сантібаньєс-де-Відріалес
Сантібаньєс-де-Відріалес (ісп. Santibáñez de Vidriales) — муніципалітет в Іспанії, у складі автономної спільноти Кастилія-і-Леон, у провінції Самора. Населення — 1183 особи (2010).
Муніципалітет розташований на відстані близько 260 км на північний захід від Мадрида, 65 км на північ від Самори.
На території муніципалітету розташовані такі населені пункти: (дані про населення за 2010 рік)
- Берсіанос-де-Відріалес: 59 осіб
- Моратонес: 64 особи
- Посуело-де-Відріалес: 97 осіб
- Росінос-де-Відріалес: 45 осіб
- Сан-Педро-де-ла-Вінья: 221 особа
- Сантібаньєс-де-Відріалес: 588 осіб
- Тардемесар: 73 особи
- Вільяобіспо: 36 осіб

## Демографія
Динаміка населення (INE ):